# Club of Rome

Logo des Club of Rome

Älteres Logo (bis ca. 1999 verwendet)

Der Club of Rome (deutsch Klub von Rom) ist ein Zusammenschluss von Experten verschiedener Disziplinen aus mehr als 30 Ländern und wurde 1968 gegründet. Die gemeinnützige Organisation setzt sich für eine nachhaltige Zukunft der Menschheit ein. Mit dem – auf Anregung von Eduard Pestel – in Höhe von 1 Mio. DM von der Volkswagenstiftung finanzierten und 1972 veröffentlichten Bericht Die Grenzen des Wachstums kam der Club of Rome weltweit in den Diskurs. Seitdem setzt er sich für eine nachhaltige Entwicklung und den Schutz von Ökosystemen ein. 2008 wurde der Sitz der Organisation von Hamburg nach Winterthur in die Schweiz verlegt.
Den Club leiten Paul Shrivastav (seit 2023) und Silvia Zimmermann del Castillo (seit 2024) gemeinsam.

## Geschichte

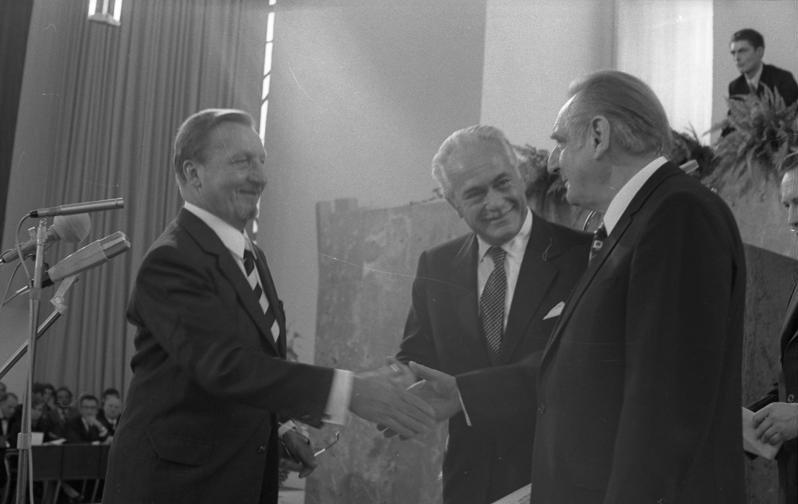
V. l. n. r.: Ernst Klett, Aurelio Peccei, Eduard Pestel bei Verleihung des Friedenspreises des Börsenvereins des Deutschen Buchhandels für 1973 an den "Club of Rome" in der Paulskirche Frankfurt

Der Club wurde 1968 gegründet. Die Idee stammt von dem italienischen Industriellen Aurelio Peccei, einem damaligen Mitglied der Firmenleitungen von Fiat und Olivetti und Präsident der Unternehmensberatung Italconsult, sowie dem Schotten Alexander King, Direktor für Wissenschaft, Technologie und Erziehung bei der Pariser Organisation für wirtschaftliche Zusammenarbeit und Entwicklung (OECD). Es gelang ihnen, eine Konferenz zu den Zukunftsfragen der Menschheit in der Accademia dei Lincei in Rom zu organisieren, die jedoch nicht zu dem gewünschten Erfolg führte. Nach dem Ende der Konferenz trafen sich sechs der Teilnehmer: Aurelio Peccei, Alexander King, Hugo Thiemann, Max Kohnstamm, Jean-Philippe Saint-Geours und Erich Jantsch. Die Gruppe beschloss, ihre Ideen weiter zu verfolgen, und gab sich den Namen „Club of Rome“. Der Schweizer Hugo Thiemann bot als Direktor des Battelle-Instituts in Genf Hilfe an. Er stellte das Vorhaben im Februar 1969 dem Bundesrat Nello Celio vor und es gelang ihm, die Unterstützung der Schweizerischen Eidgenossenschaft zu erzielen. Am 29. und 30. Juni 1970 kam es in Bern zu einer Versammlung, im Zuge derer Hugo Thiemann ein Referat hielt und die Ausarbeitung eines Berichts zu Themen des Club of Rome beschlossen wurde. Der US-Amerikaner Jay W. Forrester vom MIT in Boston bot an, im vorgegebenen Budgetrahmen die gewünschte Studie für fünf ausgewählte Themen durchzuführen. Er beauftragte damit Dennis Meadows, dessen Frau Donella und den Norweger Jørgen Randers. Zwei Jahre später war der Bericht Grenzen des Wachstums für die Veröffentlichung bereit.
1973 erhielt der Club of Rome in Frankfurt am Main den Friedenspreis des Deutschen Buchhandels als bisher einzige Organisation anstelle einer Einzelperson.

## Ziel
Der Club of Rome agiert mit der Zielsetzung, die wichtigsten Zukunftsprobleme der Menschheit und des Planeten durch holistische, interdisziplinäre und langfristig ausgerichtete Forschung zu identifizieren, alternative Zukunftsszenarien und Risikoanalysen zu evaluieren, praktische Handlungsoptionen zu entwickeln und vorzuschlagen, neue Erkenntnisse und Trends gegenüber Entscheidungsträgern und der Öffentlichkeit zu kommunizieren und gesellschaftliche Debatten zur Verbesserung der Zukunft in Gang zu setzen. Das aktuelle Arbeitsprogramm des Club of Rome konzentriert sich primär auf die Themenbereiche Umformulierung der Ziele und Veränderung der Funktionsweise unserer Wirtschaftssysteme sowie die Entkopplung von Wohlstandsentwicklung und Ressourcenverbrauch und darüber hinaus auf die Sicherung der Lebensgrundlagen und den Stellenwert menschenwürdiger Arbeit.

## Club-of-Rome-Schulen
Um seine Ziele zu erreichen, setzt der Club of Rome auch auf die Bildung der jungen Generation. Die Deutsche Gesellschaft Club of Rome rief daher im Jahr 2004 gemeinsam mit Schulen aus ganz Deutschland das Netzwerk der Club-of-Rome-Schulen ins Leben. Unter dem Motto „global denken, lokal handeln“ sollen Schüler lernen, über Grenzen hinweg zu denken, globale Perspektiven einzunehmen und in ihrem lokalen Umfeld aktiv zu werden. Club-of-Rome-Schulen sind als Lernorte gedacht, an denen Schüler ihren Einfluss in kleinen und großen Zusammenhängen entdecken und ihre Potentiale entfalten können. Zu den teilnehmenden Schulen gehören das Thomas-Strittmatter-Gymnasium St. Georgen, dessen Schulleiter gleichzeitig stellvertretender Vorsitzender im Leitungsteam der Club-of-Rome-Schulen ist, das Carl-von-Ossietzky-Gymnasium und die Max-Brauer-Schule in Hamburg, die CJD Christophorusschule und die Hans-Georg-Karg-Grundschule in Braunschweig, die Montessori-Schule Göttingen, die Helene-Lange-Schule in Wiesbaden, die Leibnizschule Offenbach, die Lernwerft Kiel, die Reformschule Kassel und sieben weitere Schulen in ganz Deutschland.

## Organisation

### Weltweite Organisation
Der ursprüngliche Club of Rome hat maximal 100 Vollmitglieder. Diese wählen ein Exekutivkomitee, das aus seiner Mitte den Präsidenten und die Vizepräsidenten bestimmt. Assoziierte und Ehrenmitglieder haben kein Stimmrecht. Der Club of Rome International trifft sich einmal jährlich. Im September 2007 wurde die Verlegung des Generalsekretariats von Hamburg nach Zürich beschlossen. Die Anschubfinanzierung des Umzugs in Höhe von 1,82 Mio. Franken (=1,2 Mio. Euro) wurde allerdings am 24. Februar 2008 in einer Volksabstimmung abgelehnt. Am 21. April 2008 verkündeten der Winterthurer Stadtpräsident Ernst Wohlwend und ein Vertreter des Club of Rome die geplante Verlegung des Hauptsitzes nach Winterthur und eine Zusage von der Robert und Ruth Heuberger-Stiftung über eine fünfjährige Finanzierung des Clubs mit insgesamt 1,8 Millionen Schweizer Franken. Von 2014 bis 2018 war Graeme Maxton der Generalsekretär des Club of Rome.
Der Club of Rome ist mit nationalen Organisationen ideell verbunden, wie in Deutschland der Deutschen Gesellschaft Club of Rome. Diese sind meist als Verein organisiert und wählen ihre Arbeitsthemen, ihre Struktur und ihre Mitglieder selbst. Mitglieder des Club of Rome sind daher trotz weitgehender Überschneidungen nicht automatisch Mitglieder der jeweiligen Länderorganisation. Die nationalen Organisationen haben zusammen mehr als 1000 Mitglieder.

### Deutsche Gesellschaft Club of Rome
Die Deutsche Gesellschaft Club of Rome ist ein gemeinnütziger Verein, der 1978 im Haus Rissen in Hamburg gegründet wurde. Präsident ist der Klimawissenschaftler Mojib Latif.
Neben dem 2004 initiierten Netzwerk der Club of Rome Schulen betreibt die Deutsche Gesellschaft Club of Rome weitere eigene Projekte, u. a. eine Kooperation mit dem Planetarium Hamburg mit dem Ziel, die Planetariums-Technologie für eine neue Form der Wissenschaftskommunikation und den globalen Austausch zu nutzen.

### Think Tank 30 (tt30)
Der Think Tank 30 (tt30) ist die Nachwuchsorganisation der Deutschen Gesellschaft Club of Rome. Zu den Mitgliedern gehören Jens Crueger, Wolfgang Gründinger (assoziiert), Manuel J. Hartung (assoziiert), Philipp Hübl, Maral Koohestanian, Philip Kovce, Akilnathan Logeswaran (assoziiert) und Hans Rusinek.

## Mitglieder

### Auswahl
- Der Club soll multinational und multikulturell sein; alle Kulturen, Ideologien, Berufe und Wissenschaftszweige sollen vertreten sein.
- Mitglieder sind ausgesuchte Ökonomen, Industrielle, Wissenschaftler und andere Persönlichkeiten des öffentlichen Lebens.
- Unterschieden werden Vollmitglieder, Assoziierte Mitglieder, Ehrenmitglieder und Ex-Officio Mitglieder. Ein hochrangiges politisches Amt schließt eine Mitgliedschaft aus.
- Bewerbungen um die Mitgliedschaft sind möglich, aber nicht üblich; Vorbild ist das Prinzip der wissenschaftlichen Akademien (siehe Kooption).

### Präsidenten
- 1969–1984: Aurelio Peccei
- 1984–1990: Alexander King
- 1990–2000: Ricardo Díez-Hochleitner
- 2000–2006: El Hassan ibn Talal
- 2007–2012: Ashok Khosla, Eberhard von Koerber
- 2012–2018: Ernst Ulrich von Weizsäcker, Anders Wijkman
- 2018–2023: Mamphela Ramphele, Sandrine Dixson-Declève
- seit 2023 bzw. 2024: Paul Shrivastava, Silvia Zimmermann del Castillo

## Wirken und Wirkung
Der Club of Rome trat zum ersten Mal 1972 öffentlich mit der von ihm beauftragten Studie Die Grenzen des Wachstums in Erscheinung, die unter der Leitung von Dennis und Donella Meadows erarbeitet worden war. Mit dieser Studie wurde erstmals unter Verwendung der System-Dynamics-Methodik im Rahmen verschiedener Szenarien eine Prognose für eine mögliche zukünftige Weiterentwicklung der Welt erstellt.
Seit 1972 wurden neben anderen Publikationen 34 sogenannte „Berichte an den Club of Rome“ angenommen, die sich mit verschiedenen Themen, vor allem unter dem Aspekt der zukünftigen Entwicklung befassen. Die Berichte werden von externen Experten oder Mitgliedern des Clubs verfasst, zur Begutachtung vorgelegt und als Bericht angenommen oder abgelehnt. Sie werden aber nicht vom Club als Organisation verfasst oder herausgegeben.
Der Club of Rome ist Mitinitiator bei der Global Marshall Plan Initiative.
Der Club of Rome betonte 2017 im Bericht Wir sind dran den Einfluss von bewussten Investitionsentscheidungen auf die Zukunft der Umwelt. Es solle demnach mehr privates Kapital in Unternehmen fließen, die nach dem Pariser Klimavertrag und UN-Entwicklungszielen handeln. Bei der Vorstellung des Berichts am 16. Oktober 2017 im Hotel Bayerischer Hof (München) durch Mitglieder des Club of Romes und Münchner Unternehmer wurde eine Investmentwende ausgerufen.
Im Juni 2022 fand in Rom eine Tagung von „700 Vertretern“ des Benefit-Netzwerks aus aller Welt statt, weil der Club of Rom hier vor genau 50 Jahren seinen ersten Bericht veröffentlicht hatte: "Die Grenzen des Wachstums‘". Das Werk stieß damals auf scharfe Kritik in der etablierten Wirtschaftswissenschaft. Aber es änderte nach dem Selbstverständnis des Club of Rome "das Denken einer ganzen Generation". Der Referent der Tagung, der italienische Kaffeefabrikant Andrea Illy, der zusammen mit dem US-Ökonom Jeffrey Sachs seit 2020 die Regenerative Society Foundation führt, zeigte sich überzeugt, dass die Unternehmen am Umschalthebel sitzen: „Die Politik könne nur die Rahmenbedingungen für den Paradigmenwechsel schaffen, die Wirtschaft müsse als Hauptakteurin aber vorangehen.“ Diese Entwicklung nehme nach seinem Dafürhalten derzeit an Fahrt auf, denn „der Krieg in der Ukraine wird ein immenser Beschleuniger der ökologischen Transformation sein, auch wenn die Krise kurzfristig ein Hindernis ist.“

### Veröffentlichte Studien
- The Limits To Growth, Dennis L. Meadows et al., 1972 (deutsch: Die Grenzen des Wachstums, 1972, ISBN 3-421-02633-5).
- Mankind At The Turning Point, M. Mesarovic and Eduard Pestel, 1974 (deutsch: Menschheit am Wendepunkt).
- Rio Report: Reshaping The International Order, Jan Tinbergen et al., 1976.
- Goals For Mankind, Ervin László et al., 1977.
- Beyond The Age Of Waste, Dennis Gabor et al., 1978.
- Energy: The Countdown, Thierry de Montbrial, 1978.
- No Limits To Learning, J. Botkin, M. Elmandjra, M. Malitza, 1978 (deutsch: Zukunftschance Lernen, 1979, ISBN 3-442-11289-3).
- Tiers-Monde, Trois Quarts Du Monde, Maurice Guernier, 1980.
- Dialogue On Wealth And Welfare – An Alternative View Of World Capital Formation, Orio Giarini, 1980.
- Road Maps To The Future. Towards More Effective Societies, Bohdan Hawrylyshyn, 1980.
- L'Imperatif De Cooperation Nord-Sud, La Synergie Des Mondes, Jean Saint-Geours, 1981.
- Microelectronics And Society: For Better And For Worse, A. Schaff & G. Friedrichs, 1982.
- The Future Of The Oceans, Elisabeth Mann Borgese, 1986.
- Le Tiers Monde Peut Se Nourrir, René Lenoir, 1984.
- The Barefoot Revolution, Bertrand Schneider, 1988.
- Beyond The Limits To Growth, Eduard Pestel, 1989.
- The Limits to Certainty, Orio Giarini & Walter R. Stahel, 1989/93.
- Africa Beyond Famine, Aklilu Lemma & Pentti Malaska, 1989.
- The First Global Revolution, Alexander King & Bertrand Schneider, 1991 (deutsch: Die erste globale Revolution, 1996, ISBN 3-926116-43-9).
- The Capacity To Govern, Yehezkel Dror, 1994 & 2001.
- The Scandal And The Shame: Poverty And Underdevelopment, Bertrand Schneider, 1995.
- Taking Nature Into Account: Towards A Sustainable National Income, Wouter van Dieren, 1995, ISBN 978-0-387-94533-0 (deutsch: Mit der Natur rechnen. 1995, ISBN 3-7643-5173-X).
- Faktor vier. Doppelter Wohlstand – halbierter Naturverbrauch, Ernst Ulrich von Weizsäcker et al., 1995/96/97, ISBN 3-426-26877-9.
- The Limits Of Social Cohesion: Conflict And Understanding In A Pluralistic Society, Peter L. Berger, 1997; dt. als: Die Grenzen der Gemeinschaft. Konflikt und Vermittlung in pluralistischen Gesellschaften, ISBN 3-89204-818-5.
- Wie wir arbeiten werden, Orio Giarini & Patrick Liedtke, 1998.
- The Oceanic Circle: Governing The Seas As A Global Resource, Elisabeth Mann Borgese, 1998.
- Im Netz: Die hypnotisierte Gesellschaft, Juan Luis Cebrian, 1999.
- Menschlichkeit gewinnt, Reinhard Mohn, 2000, ISBN 3-89204-482-1.
- Die Kunst, vernetzt zu denken, Frederic Vester, 2002.
- The Double Helix Of Learning And Work, Orio Giarini / Mircea Malitza, 2003.
- Grenzen der Privatisierung: wann ist des Guten zu viel?, Ernst Ulrich von Weizsäcker et al., 2005/06, ISBN 3-7776-1444-0.
- The Population Blow Up and After, Sergey P. Kapitza, 2006 (Bericht an den Club of Rome und die Global Marshall Plan Initiative).
- 2052: A Global Forecast for the Next Forty Years, Jørgen Randers, 2012; dt. als: 2052. Der neue Bericht an den Club of Rome, 2012, ISBN 978-3-86581-398-5.
- Money and Sustainability: The Missing Link, Bernard Lietaer, Christian Arnsperger, Stefan Brunnhuber und Sally Goerner, 2012, ISBN 978-1-908009-77-7.
- Extracted: How the Quest for Mineral Wealth is Plundering the Planet, Ugo Bardi, 2014, ISBN 978-1-60358-541-5; dt. als: Der geplünderte Planet – Die Zukunft des Menschen im Zeitalter schwindender Ressourcen, 2013, ISBN 978-3-86581-410-4.
- Change the Story, Change the Future – A Living Economy for a Living Earth, David Korten, ISBN 978-1-62656-291-2.
- On the Edge: The State and Fate of the World’s Tropical Rainforests, Claude Martin, 2015, ISBN 978-1-77164-140-1; dt. als: Endspiel: Wie wir das Schicksal der tropischen Regenwälder noch wenden können, 2015, ISBN 978-3-86581-708-2.
- Jørgen Randers und Graeme Maxton: Ein Prozent ist genug – Mit wenig Wachstum soziale Ungleichheit, Arbeitslosigkeit und Klimawandel bekämpfen, 2016, ISBN 978-3-86581-810-2.
- Ernst Ulrich von Weizsäcker, Anders Wijkman et al.: Wir sind dran – Club of Rome: Der große Bericht: Was wir ändern müssen, wenn wir bleiben wollen. Eine neue Aufklärung für eine volle Welt, 2017, ISBN 978-3-579-08693-4.
- Mariana Bozesan: Integral Investing: From Profit to Prosperity. 2020, ISBN 978-3-030-54015-9.
- Earth for All. Ein Survivalguide für unseren Planeten. 2022, ISBN 978-3-96238-387-9.